# Kronværk
Et kronværk er et element i trace italienne-systemet for befæstning, og det er i praksis en udvidet form for et hornværk (en type udenværk). Det består af en fuld bastion, hvor murene på hver side ender i halve bastioner, og hvorfra længere flankevolde løber tilbage mod hovedfæstningen.
Kronværket blev anvendt til at udvide det befæstede område i en bestemt retning – ofte for at forsvare en bro, forhindre fjenden i at besætte et højdedrag eller simpelthen for at forstærke fæstningens struktur i den retning, hvor et angreb var mest forventet.